# Mortician
A Mortician amerikai death-metal/grindcore/deathgrind/goregrind zenekar, amely 1989-ben alakult meg a New York állambeli Yonkersben "Casket" néven. Lemezkiadóik: Relapse Records, Mortician Records, Primitive Recordings. Szövegeik fő témái a horrorfilmek, illetve a legtöbb daluk is horrorfilmekből bevágott részletekkel kezdődnek. Az egyik daluk után nem sokkal Mortician-re változtatták a nevüket. Az évek alatt áttették a székhelyüket Las Vegasba.

## Tagok
- Will Rahmer – ének, basszusgitár (1989-)
- Roger J. Beaujard – gitár (1991-)
- Sam Inzerra – dobok (2003-)

## Korábbi tagok
- Matthew David "Matt" Sicher– dob (1989–1991; 1994-ben elhunyt)
- John McEntee (Incantation) – gitár (1990)
- Desmond Tolhurst – basszusgitár, gitár (1997–1999)
- Kyle Powell – dob (1999)
- Ron Kachnic – gitár (2000–2002)

## Diszkográfia/Stúdióalbumok
- Hacked Up for Barbecue (1996)
- Chainsaw Dismemberment (1999)
- Domain of Death (2001)
- Darkest Day of Horror (2003)
- Re-Animated Dead Flesh (2004)